# Hadzinia
Hadzinia is een geslacht van hooiwagens uit de familie Nemastomatidae (Aardhooiwagens).
De wetenschappelijke naam Hadzinia is voor het eerst geldig gepubliceerd door Silhavý in 1966. 

## Soorten
Hadzinia  omvat de volgende 2 soorten:
- Hadzinia ferrani
- Hadzinia karamani